# لويز فيليبي
لويز فيليبي (22 مارس 1997 في البرازيل - ) هو لاعب كرة قدم برازيلي في مركز الدفاع. برزَ لويز مع نادي لاتسيو الإيطالي كما قضى بعض الوقت مع الفريق الإسباني ريال بيتيس قبل أن ينتقلَ عام 2023 للنادي السعودي الاتحاد.لم ينجح مع اتحاد جده ثم انتقل الى مارسيليا وفي بداية مركاتو 2025 انتقل رسمياً الى رايو فايكانو

## وصلات خارجية
- لويز فيليبي على موقع الاتحاد الأوربي (الإنجليزية)
- لويز فيليبي على موقع إي إس بي إن إف سي (الإنجليزية)
- لويز فيليبي على موقع قاعدة بيانات كرة القدم.إي يو (الإنجليزية)
- لويز فيليبي على موقع ليكيب (الفرنسية)
- لويز فيليبي على موقع ناشيونال فوتبول تيمز (الإنجليزية)
- لويز فيليبي على موقع Soccerbase.com (لاعب) (الإنجليزية)
- لويز فيليبي على موقع Soccerway.com (الإنجليزية)
- لويز فيليبي على موقع عالم كرة القدم.نت (الإنجليزية)
- لويز فيليبي على موقع AS.com (الإسبانية)